# Joseph Hébert
Joseph Hébert dit Jos Hébert (1830 à Berthier-sur-Mer au Québec (Canada) - 1919 à Harrington Harbour au Québec) était un postillon québécois de la Côte-Nord qui, pendant près de quarante ans, a transporté le courrier en large barge ou en traîneau à chien sur des distances d'au-delà de 450 milles (700 km). Il s'est rendu célèbre au Québec par sa bravoure et son personnage a été le sujet de bien des récits. Il a été le plus célèbre conducteur de traîneau à chiens.

## Biographie
Selon M. St-Hilaire, Joseph Hébert serait le fils de Jean-Baptiste Hébert et de Marie-Anne Blais. Toutefois, la date de naissance ainsi que les noms des parents sont contestés par Planète Généalogie et Histoire (site de généalogie qui comprend 29 369 122 données et 478 généalogistes et chercheurs… ) qui cite ceci : « Jos Hébert est né en 1834… de Potien Hébert et de Sophie Denis dit Coquier... Les parents de Jos Hébert nommés à l'acte (mariage) sont Potien Hébert et Sophie Denis. »

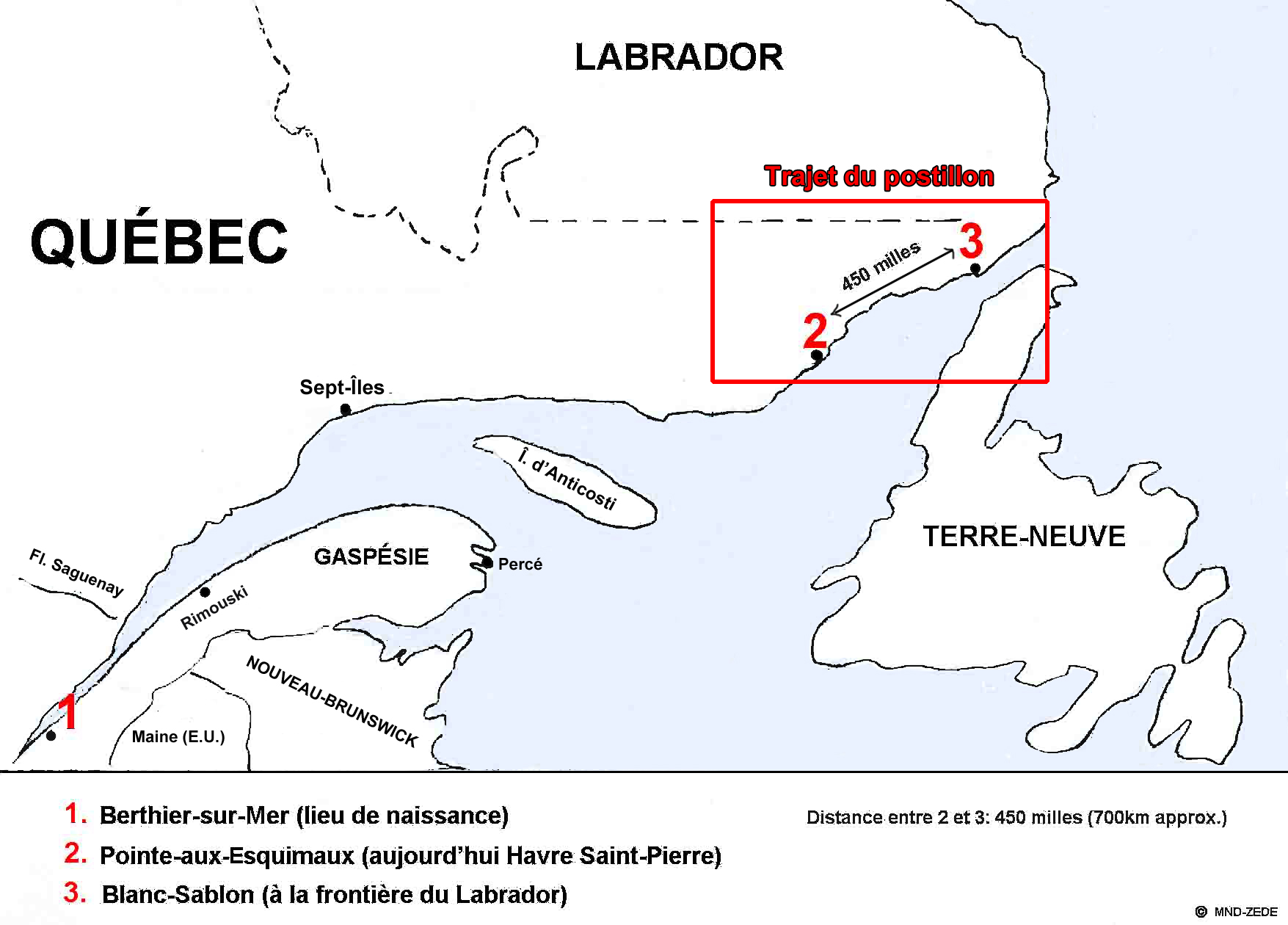
Carte des villes visitées par Jos Hébert dans son travail de postillon de Sa Majesté.

À l'âge de quinze ans, Joseph Hébert quitte Berthier-sur-Mer, situé en face de l'île d'Orléans, pour la côte nord du fleuve Saint-Laurent afin d'y tenter sa chance. Il élit domicile à Tête-à-la-Baleine, située sur la Basse-Côte-Nord. Il vit de la pêche et de la chasse au loup-marin. Il épouse le 9 août 1857 Rachel Mauger qui abdique sa foi anglicane pour se marier avec lui.
Lors du recensement de 1871, la famille de Jos Hébert comprend : Joseph (35 ans), Rachel son épouse (30 ans), Rachel sa fille (16 ans), Ignace son fils (12 ans) et Élisabeth sa fille (3 ans).
En 1879, la mise en place d'un service postal sur la Basse-Côte-Nord divise la région en quatre sections : Bersimis/Pointe-des-Monts, Pointe-des-Monts/Moisie, Moisie/Pointe-aux-Esquimaux, Pointe-aux-Esquimaux/Blanc-Sablon. La portion couvrant le territoire allant de Blanc-Sablon - se trouvant à la frontière du Labrador - jusqu'à Pointe-aux-Esquimaux (aujourd'hui Havre-Saint-Pierre) requiert l'engagement d'un postillon et c'est Joseph Hébert qui assume ce poste : il est l'unique postillon des malles de Sa Majesté couvrant ce territoire. Il couvre cet immense territoire d'environ 450 milles (700 kilomètres). Pendant l'été, Jos Hébert a une grande barge dans laquelle il transporte la malle. À l'occasion, il transporte aussi des passagers .
Pendant la saison froide (hiver) et surtout pendant que l'accès par la mer est condamné par les glaces, Joseph Hébert parcourt au moins deux fois ce long trajet. À cause du trajet qui suit le contour des baies, ou qui va à travers les archipels dont les îles sont reliées par un pont de glace très tôt l'hiver, ou encore qui parcourt des terres qui sont à peu près plates, Jos Hébert est le premier à penser à utiliser les chiens pour le transport du courrier. Attelés à un traîneau de quatorze (14) pieds, les onze chiens tirent au-delà de six cents livres (250 kg) de matières postales. Jos Hébert porte ainsi les correspondances à bon port. Parfois, même en hiver, il dort à la belle étoile : il choisit alors son gite nocturne si possible en forêt, renverse son cométique pour protéger le courrier, dispose les chiens en cercle autour de lui pour le tenir au chaud.
Physiquement, il est décrit comme : « Court, trapu, longs cheveux et barbe noire bien fournie: il est, disent les méchantes langues "poilu comme l'ours de la forêt"».
Il transporte le courrier durant 39 ans .
Il meurt en octobre 1919 et sa dépouille repose au cimetière de Tête-à-la-Baleine sur la Basse-Côte-Nord (Québec).
Grâce à son courage et à sa persévérance, il est un des hommes les plus connus de la Côte-Nord du Québec.

## Homme célébré dans la chanson
En 1959, Gilles Vigneault compose la chanson Jos Hébert rendant ainsi hommage aux exploits de ce postillon.
« Pour moi, ç'a toujours été important de nommer les gens et surtout de nommer des gens dont on ne verrait jamais le nom écrit en lettres (sic) typographiées ailleurs que sur une pierre tombale », dit Gilles Vigneault.

Cette chanson a aussi été enregistrée par le folkloriste célèbre, Jacques Labrecque:
 ...Avec ses chiens de Kaska

     Son fouet, ses raquettes longues

     Ses sacs de malle, sa drague

     et pis son grand cométique

     Ferré, foncé, lacé

     Pour les tempêtes d'hiver

     Hoc la la la la Hoc la la

     Qui c'est qu'c'est qui s'en va

     Porter les lettres d'amour

     Des gars du Havre-Saint-Pierre

     Aux filles de Blanc-Sablon

     Sur les chemins verglacés

     C'est Jos, c'est Jos Hébert....

## MuséeJos Hébert
Le musée, situé sur l'île de la Passe tout près de Tête-à-la-Baleine, est « une reproduction de la dernière maison de la légende locale Jos Hébert, le premier postier de la Basse-Côte-Nord qui livrait le courrier par traîneau à chiens aux villages isolés. ».
Ce musée veut raconter la vie de cet aventurier et témoigner de la vie des gens de l'archipel.